# Щастя Никифора Бубнова
«Щастя Никифора Бубнова» — радянський художній фільм, знятий на Кіностудії ім. О. Довженка в 1983 році режисером Роланом Сергієнком за мотивами повісті Бориса Горбатова «Прощання». Знімався поруч з Донецьком.

## Сюжет
Фільм-екранізація незакінченої повісті письменника Бориса Горбатова «Прощання» оповідає про білоруського селянина Никифора, який на початку 1930-х років приїжджає в Донбас заробити собі грошей на коня. Працюючи конюхом на шахті, що відстає, Никифор прив'язується до норовливої кобили. Переживаючи через жорстоке ставлення до коня, він намагався повернутися з шахти, але залишається, маючи мрію викупити коня і вже з ним повернутися на батьківщину. Шахтарі, які працюють поруч з головним героєм, стають його друзями. Фільм розповідає про десятиліття становлення і розвитку стахановського руху в Донбасі, проблеми першої механізації і старих порядків в організації роботи на шахті, складнощі адаптації нових шахтарів до своєї нової професії.

## У ролях
- Віталій Базін — Никифор Бубнов
- Ірена Куксенайте — Зінка, внучка діда Анісіма
- Микола Кириченко — Савка, конюх
- Леонід Яновський — Пастушенко, парторг
- Микола Гринько — Гліб Іванович Дєдок
- Богдан Бенюк — Очеретін, шахтар
- Дмитро Франько — Прокіп Максимович
- Володимир Олексієнко — Сіромаха
- Сергій Голованов — Анісім, дід Зінки
- Маргарита Криницина — ворожка з папугою

## Знімальна група
- Режисер — Роллан Сергієнко
- Сценарист — Євген Онопрієнко
- Оператор — Віталій Зимовець
- Композитор — Олег Каравайчук
- Художник — Петро Слабинський